# Brunstrupig kardinaltangara
Brunstrupig kardinaltangara (Paroaria gularis) är en fågel i familjen tangaror inom ordningen tättingar.

## Utseende och läte
Brunstrupig kardinaltangara är en liten och tydligt tecknad tangara som är lätt att känna igen. Den är lysande röd på huvudet, vit på undersidan och svart på ovansida, stjärt och strupe. 

## Utbredning och systematik
Brunstrupig kardinaltangara delas in i två underarter:
- P. g. gularis – förekommer från sydöstra Colombia till södra Venezuela, Guyana, Peru och Amazonområdet (Brasilien)
- P. g. cervicalis – förekommer i norra Bolivia och angränsande Brasilien (Mato Grosso)

### Familjetillhörighet
Länge placerades släktet Paroaria i familjen Emberizidae, men DNA-studier visar att de tillhör tangarorna i Thraupidae, närmast släkt med diademtangara (Stephanophorus diadematus), skattangara (Cissopis leverianus) och släktet Schistochlamys.

## Levnadssätt
Brunstrupig kardinaltangara hittas i växtlighet utmed sjöar och floder. Den är rätt social och ses ofta i par eller grupper födosökande lågt. Regelbundet sitter den på grenar som sticker ut ur vattnet.

## Status
Arten har ett stort utbredningsområde och beståndet anses stabilt. Internationella naturvårdsunionen IUCN listar den därför som livskraftig (LC).

## Bilder

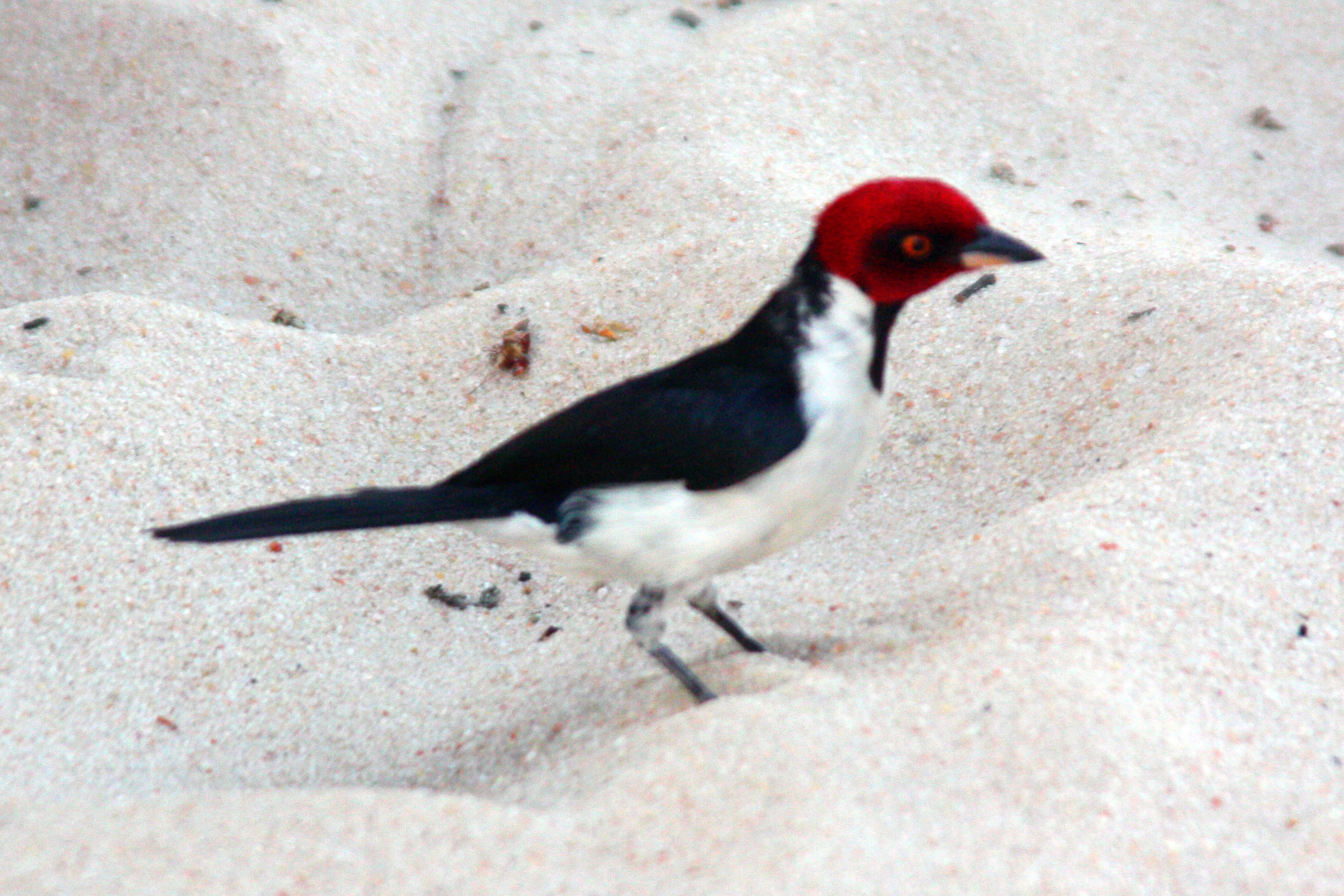
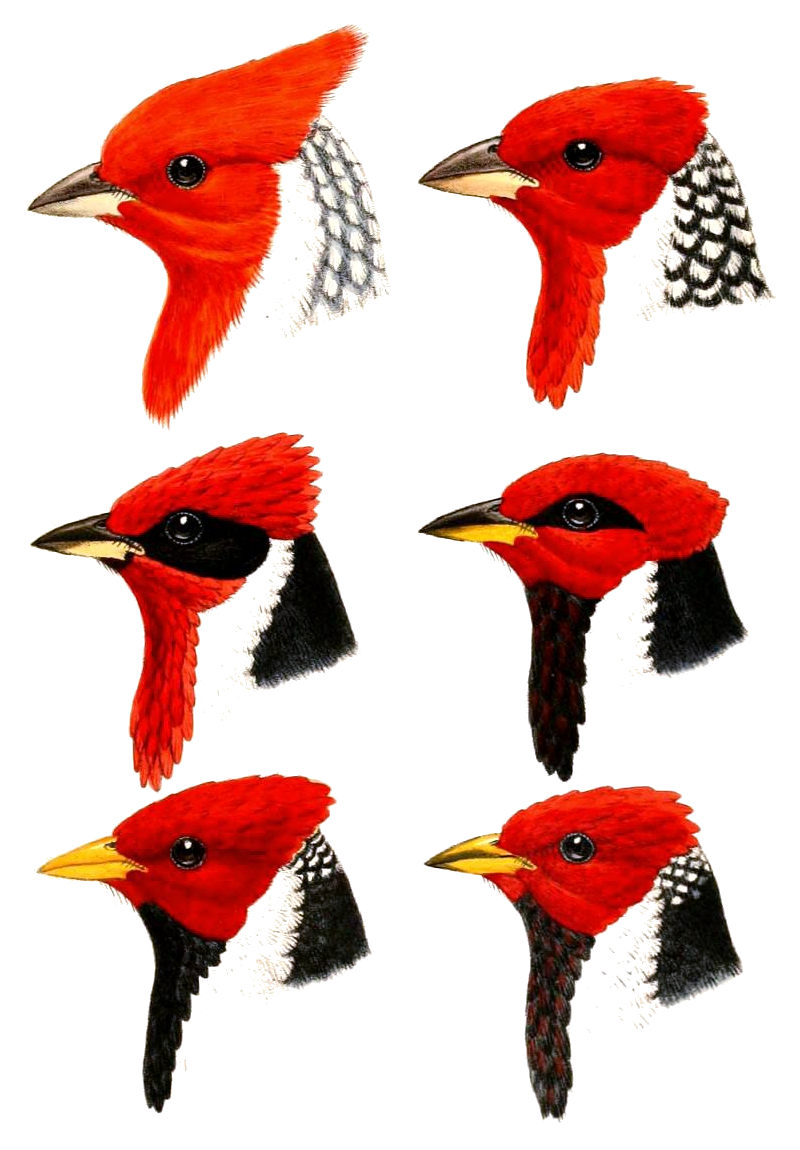
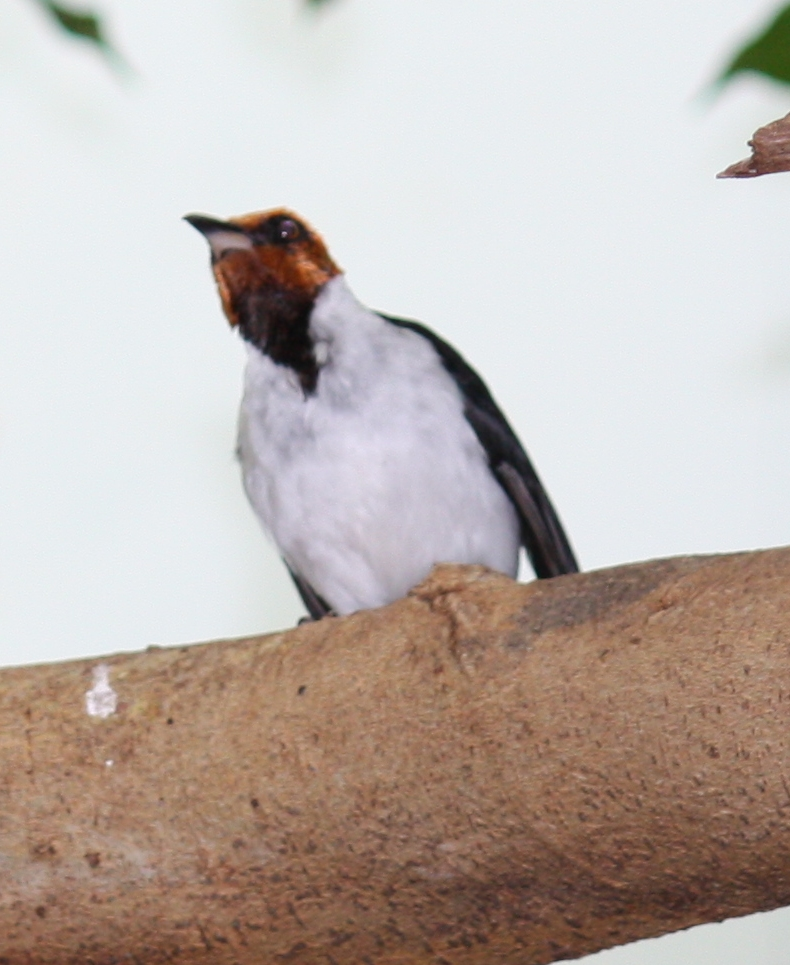